# ريتش مكاي
ريتش مكاي (بالإنجليزية: Rich McKay)‏ هو مدير عام أمريكي، ولد في 16 مارس 1959 في يوجين في الولايات المتحدة.